# Ширмал
Ширмал (перс./урду: شیرمال, гінді शीरमल), також пишеться як шермал, є традиційним коржиком зі смаком шафрану, який їдять в Ірані і на Індійському субконтиненті. Слово ширмал походить від перських слів شیر (sheer), що означає молоко, і مالیدن (malidan), що означає терти. У дослівному перекладі ширмал означає натерте молоко. Виникнувши в Персії, він був завезений в Північну Індію імператорами  Великих Моголів в Середньовіччя. Він став делікатесом Лакхнау, Хайдарабаду та Аурангабаду. Він також є частиною кухні Авадхі, і його їдять у Старому Бхопалі та Пакистані.

## Підготовка

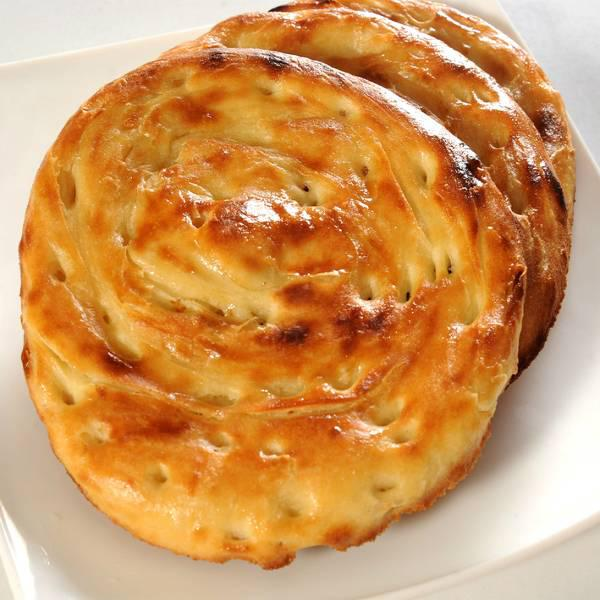
Ширмал, накритий в Ірані

Ширмал - це злегка солодкий наан, приготований з борошна майди, заквашений на дріжджах, запечений у тандирі або духовці. Ширмал традиційно готували як роті. Сьогодні ширмал готують так само, як наан. Теплу воду в рецепті роті замінили теплим молоком, підсолодженим цукром і приправленим шафраном та кардамоном. Кінцевий продукт нагадує данське тісто.
В Ірані є невеликі регіональні відмінності у приготуванні ширмалу. Тому його іноді продають як сувенір при поїздках між регіонами.
В Індії, особливо в місті Лакхнау, ширмал іноді подають з кабабом, тиккією або разом з ніхарі.